# Ksienija Pierowa
Ksienija Pierowa, ros. Ксения Перова (ur. 8 lutego 1989) – rosyjska łuczniczka, dwukrotna srebrna medalistka olimpijska, dwukrotna mistrzyni świata, brązowa medalistka halowych mistrzostw świata, trzykrotna mistrzyni Europy. 
Startuje w konkurencji łuków klasycznych. Złota medalistka mistrzostw Europy w 2012 roku w konkurencji indywidualnej.
Podczas igrzysk olimpijskich w Londynie (2012) dotarła do ćwierćfinału turnieju indywidualnego, a wraz z drużyną zajęła 4. miejsce.